# Jean Boillot (metteur en scène)
Pour les articles homonymes, voir Jean Boillot (homonymie) et Boillot.
Jean Boillot, né à Rennes en 1970, est un metteur en scène et directeur de théâtre français.

## Biographie
Élevé dans un milieu scientifique et universitaire et attiré par la musique, Jean Boillot commence l’étude de la harpe au conservatoire de Bourg-la Reine, puis de Nice . S’ensuivent alors douze ans d’études académiques auxquelles va rapidement se rattacher la pratique du théâtre.
À partir de 18 ans, il s'intéresse pleinement au théâtre et commence des études d’acteur à l’atelier du Théâtre de la Criée à Marseille. Il y rencontre Mehmet Ulusoy, metteur en scène turc.
En 1990, il rejoint l'INSAS de Bruxelles. Il y découvre le théâtre politique par les lectures des textes de Brecht et Heiner Müller menées par Jean-Marie Piemme, qu'il retrouvera de nombreuses fois dans son parcours. Il y rencontre également la scénographe Laurence Villerot, avec laquelle il va réaliser plus d'une quinzaine de spectacles.
En 1993, il intègre le Conservatoire national supérieur d'art dramatique où il rencontre des professeurs, des intervenants ou des étudiants qui influenceront son travail et dont certains seront plus tard ses collaborateurs, tels qu’Isabelle Ronayette, Philippe Lardaud ou David Maisse. Il poursuit sa formation dans des pays européens, dont le Royaume-Uni avec un séjour à la London Academy of Music and Dramatic Art, pour apprendre en anglais la technique classique anglaise, et la Russie, à Saint-Pétersbourg, pour découvrir le théâtre politique de Lev Dodine et son ensemble d’acteurs du Théâtre Maly.

### Carrière

#### Débuts
Il fonde en 1995 à Poitiers la compagnie théâtrale Le théâtre à spirale, ; il y propose des spectacles à partir de textes non théâtraux, comme le Décaméron d’après Boccace ou le cycle des Métamorphoses d'après Ovide, des pièces aux dramaturgies épiques (Le Sang des amis de Jean-Marie Piemme), et des pièces réécrites (Notre avare d’après Molière). Il crée également un théâtre à dimension sonore (No Way, Veronica, Malraux remix, Laborinthus II, Narcisse). Il met en scène des œuvres du répertoire (Le Balcon de Jean Genet ; Coriolan de Shakespeare), ainsi que des formes brèves pour les adolescents, comme La Vérité de Jean-Marie Piemme, Le chien de guerre d’Olivier Chapuis ou En difficulté de Rémi de Vos.
Jean Boillot est metteur en scène associé à la Scène nationale de Poitiers de 1998 à 2009 ainsi qu'au Théâtre Gérard-Philipe à Saint-Denis, centre dramatique national, de 2001 à 2004. De 1999 à 2007, il assure la direction artistique de Court Toujours, un festival de la forme brève dans la création contemporaine à Poitiers. De 1998 à 2008 il est professeur associé à l'université de Paris X-Nanterre, où il enseigne la pratique du jeu et de la mise en scène.

#### Direction du Nord-Est Théâtre (NEST)
Après plus de 10 ans en compagnie, il prend en janvier 2010 la direction du Nord-Est Théâtre (NEST), centre dramatique national transfrontalier de Thionville-Grand-Est,,, qui succède au Théâtre Populaire de Lorraine (TPL) fondé en 1963 par Jacques Kraemer. 
Jean Boillot propose pour le NEST un projet artistique qui comprend quatre axes :
- la production, coproduction et accueil de spectacles où le théâtre et la musique dialoguent ;
- la mise en valeur de la forme brève théâtrale ; il installe à Thionville le festival Court Toujours ;
- l’écriture théâtrale pour et avec les adolescents, avec la création de La semaine Extra qui a lieu en milieu de saison ;
- le transfrontalier et l’international, idéal au regard de la position géographique de Thionville qui jouxte trois frontières avec la Belgique, l’Allemagne et le Luxembourg, en relançant le réseau Total Théâtre initié par son prédécesseur Laurent Gutmann.

En 2012, avec le compositeur Jonathan Pontier, Jean Boillot crée Mère Courage et ses enfants de Bertolt Brecht. En 2013, il signe la mise en scène de Théo ou Le temps neuf de Robert Pinget, avec le compositeur électroacousticien Sébastien Naves ; de l’opéra-paysage Rivière Song, avec le compositeur Eryck Abecassis, qui a ouvert la Fête de la musique de la Ville de Thionville le 21 juin 2013. Avec le compositeur Martin Matalon, l’ensemble musical KDM et le GRAME de Lyon, il crée Les Morts qui touchent, sur le texte d’Alexandre Koutchevsky,, au NEST, en novembre 2013.
Sur la saison 2014-2015, il met en scène 2 spectacles : La Machine à révolte, en collaboration avec l’auteure québécoise Annick Lefebvre, son premier spectacle à destination du public adolescent, et un vaudeville grinçant nommé Les Animals, comprenant deux pièces zoologiques d’Eugène Labiche,La dame au petit chien et Le mouton à l’entresol. Il poursuit son travail autour de Labiche avec la création d’un second diptyque, La bonne éducation, créé en octobre 2016, autour de la transmission vers les enfants. 
Pour son dernier mandat à la tête du NEST, Jean Boillot propose à deux acteurs, Isabelle Ronayette et Régis Laroche, d'être artistes associés. Avec eux, il crée en 2018 Les imposteurs, coécrit avec l'auteur Alexandre Koutchevsky, et en 2019 Rêves d'Occident de Jean-Marie Piemme, musique de Jonathan Pontier. 
Sur le plan de l'enseignement, Jean Boillot a contribué à créer avec les partenaires du réseau Total Théâtre, La volante, un programme de formation professionnelle en direction des metteur.e.s en scène de la Grande Region (Lorraine, Sarre, Luxembourg, Wallonie) ; formation qui s'est transformée en le Master Mise en scène et dramaturgie en Europe de l'Université Paul Verlaine de Metz. Avec d'autres partenaires transfrontaliers, il a contribué à créer Les classes de la Grande Région, cycles de formations en direction des interprètes et des techniciens de la Grande Région.

#### Retour à La spirale
Depuis 2020, au terme de ses trois mandats au NEST, Jean Boillot reprend La spirale, sa compagnie,, conventionnée par le Ministère de la Culture. Il y poursuit l'exploration de dramaturgies qui mêlent théâtre, son et musique (le remix de No Way Veronica, avec David Jisse et Hervé Rigaud, La terre entre les mondes de Métie Navajo). Il élargit l'hybridité de son théâtre aux écritures numériques (le programme Théâtre dans un fauteuil, et le laboratoire des nouvelles narrations Le nouveau Décaméron).

## Mises en scène
- Le Décaméron, d'après Boccace (Poitiers ; Blaye ; Paris, Théâtre de la Cité internationale[18] ; Saint-Jean-d'Angély[19]) - 1996-1999) ;
- Rien pour Pehuajo de Julio Cortázar (Poitiers, Paris, Théâtre de la Cité internationale) - 2000 et 2001)[20],[21] ;
- Le Balcon de Jean Genet (Festival d'Avignon - 2001)[22] ;
- Monsieur Farce ou des Oh! Et des Ah! d’Olivier Chapuis (Paris, Théâtre de la Tempête - 2002)[23] ;
- Laborinthus II (2003)[24] ;
- Coriolan, de William Shakespeare (Poitiers ; Saint-Denis - 2004-2005)[25],[26] ;
- Les Métamorphoses, d’après Ovide, traduction de Danièle Robert (Nantes, Poitiers - 2005-2006)[27] ;
- No Way Veronica ! d’Armando Llamas (2007)[28],[29],[30] ;
- Le Sang des Amis de Jean-Marie Piemme (Poitiers - 2009-2011)[31],[32] ;
- Mère Courage et ses enfants de . Brecht (2011-2012)[33],[34],[35] ;
- Notre Avare, de Molière (Paris, Théâtre de l'Aquarium - 2013)[36],[37] ;
- Théo ou Le temps neuf de Robert Pinget (2013)[38] ;
- Les morts qui touchent d'Alexandre Koutchevsky (2013)[39],[40] ;
- Les Animals d’Eugène Labiche (2014-2015)[41],[42],[43] ;
- La bonne éducation, d’Eugène Labiche (2016)[44](2016) ;
- La vie trépidante de Laura Wilson de Jean-Marie Piemme (2017)[45];
- Les imposteurs d'Alexandre Koutchevsky (2018) [46];
- Rêves d'Occident de Jean-Marie Piemme (2019);
- No Way Veronica, remix d’Armando Llamas (2021).